# Chardonnay

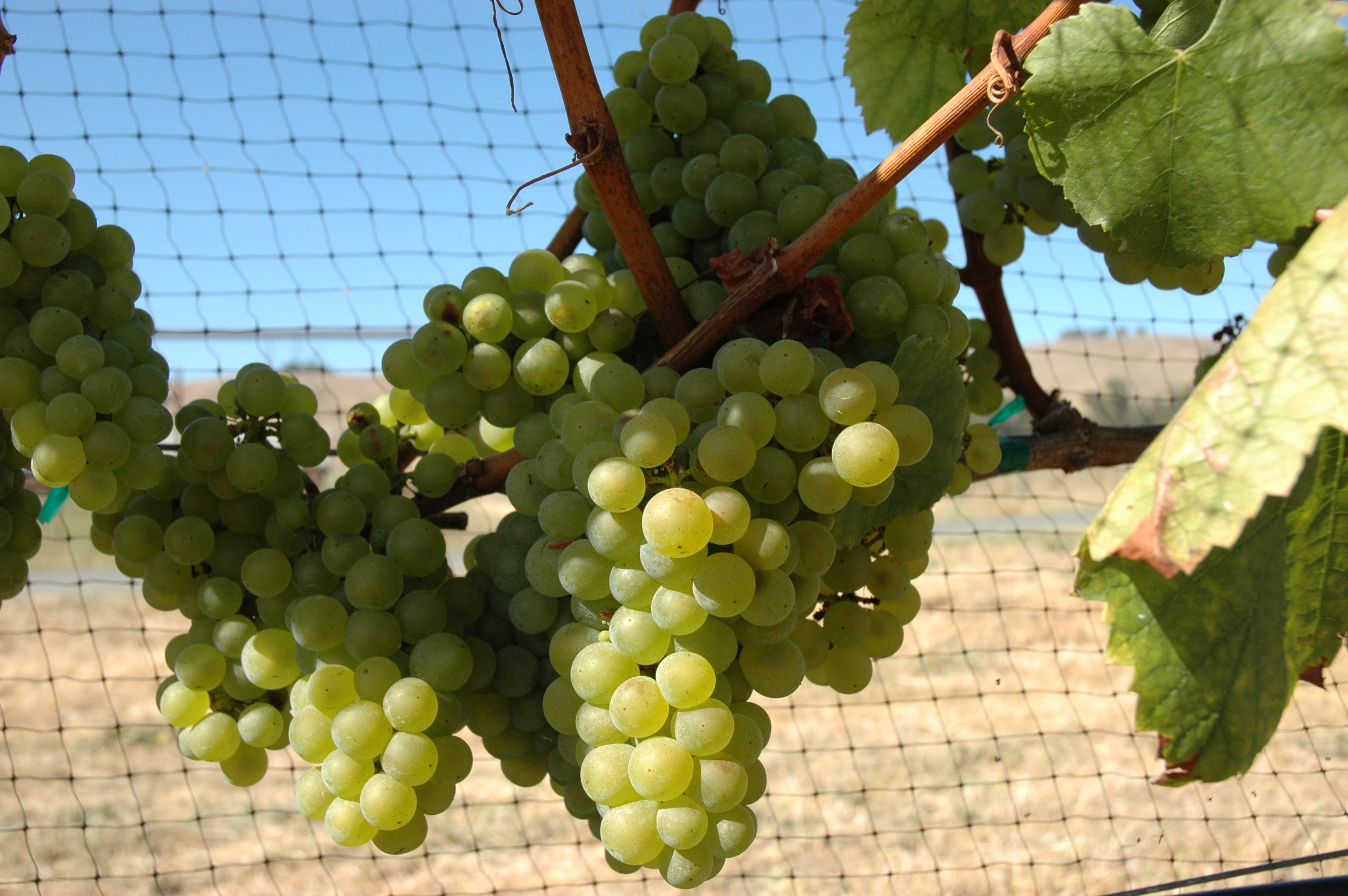
Uvas chardonnay.

La chardonnay es una variedad de uva de piel verde usada para hacer vino blanco. Es originaria de la región vitícola de Borgoña, en el este de Francia, pero ahora crece en todas partes donde se produce vino, desde Inglaterra hasta Nueva Zelanda. Para regiones vitícolas nuevas y en desarrollo es visto como un "rito de paso" y como una fácil entrada en el mercado internacional del vino.
La uva chardonnay es muy neutral, con muchos de los sabores comúnmente asociados con la uva y los que derivan del terruño y del roble. Es vinificada en estilos muy diferentes, desde los vinos magros y nítidamente minerales de Chablis (Francia) a los vinos del Nuevo Mundo con roble y con notas de frutas tropicales. En climas fríos (como la región francesa de Chablis y la AVA Los Carneros de California), la chardonnay tiende a tener un cuerpo de medio a ligero, una notable acidez y sabores a ciruela verde, manzana y pera. En localizaciones cálidas (como las Adelaide Hills, la península Mornington en Australia y las regiones de Gisborne y Marlborough en Nueva Zelanda) los sabores se convierten en más cítricos y a melón y melocotón mientras que en localizaciones muy cálidas (como la AVA Costa Central de California) aparecen más notas de higo y frutas tropicales como la banana y el mango. Vinos que han pasado por la fermentación maloláctica tienden a tener una acidez más baja y sabores a frutas con una sensación más mantecosa en la boca y notas de avellana.
La chardonnay es un componente importante de muchos vinos espumosos alrededor del mundo, incluyendo el champán y, en Italia, el Franciatorta.
Un pico de popularidad a finales de los años 1980 dio lugar a una reacción acerca de este vino que hizo ver a la uva con un componente negativo por la globalización del vino. No obstante, sigue siendo una de las variedades de uva más ampliamente plantadas, con unas 160 000 hectáreas alrededor del mundo. Se encuentra solo después de la airén en la lista de uvas blancas de vino más plantadas. Está plantada en más regiones vitícolas que cualquier otra uva, incluyendo la cabernet sauvignon.

## Origen y etimología
La variedad chardonnay es originaria del viñedo de Borgoña, y, más concretamente, de los alrededores del pueblo de Chardonnay, donde ya se menciona el cultivo de la vid en el siglo X. Si el nombre romano del pueblo era Cardonacum (un lugar donde crece cardos, chardon en francés), este evolucionó en chardonay y la cepa se conocía como chardenet, chaudenet o chardenay hasta que el Congreso de Ampelografía de Chalon-sur-Saône de 1896 fijó el nombre actual. Unos estudios científicos recientes han permitido establecer la genética de la chardonnay como el resultado del cruce por polinización entre la pinot noir y la ya desaparecida gouais blanc, unas cepas más antiguas que existían en Borgoña antes de la chardonnay.

## Historia

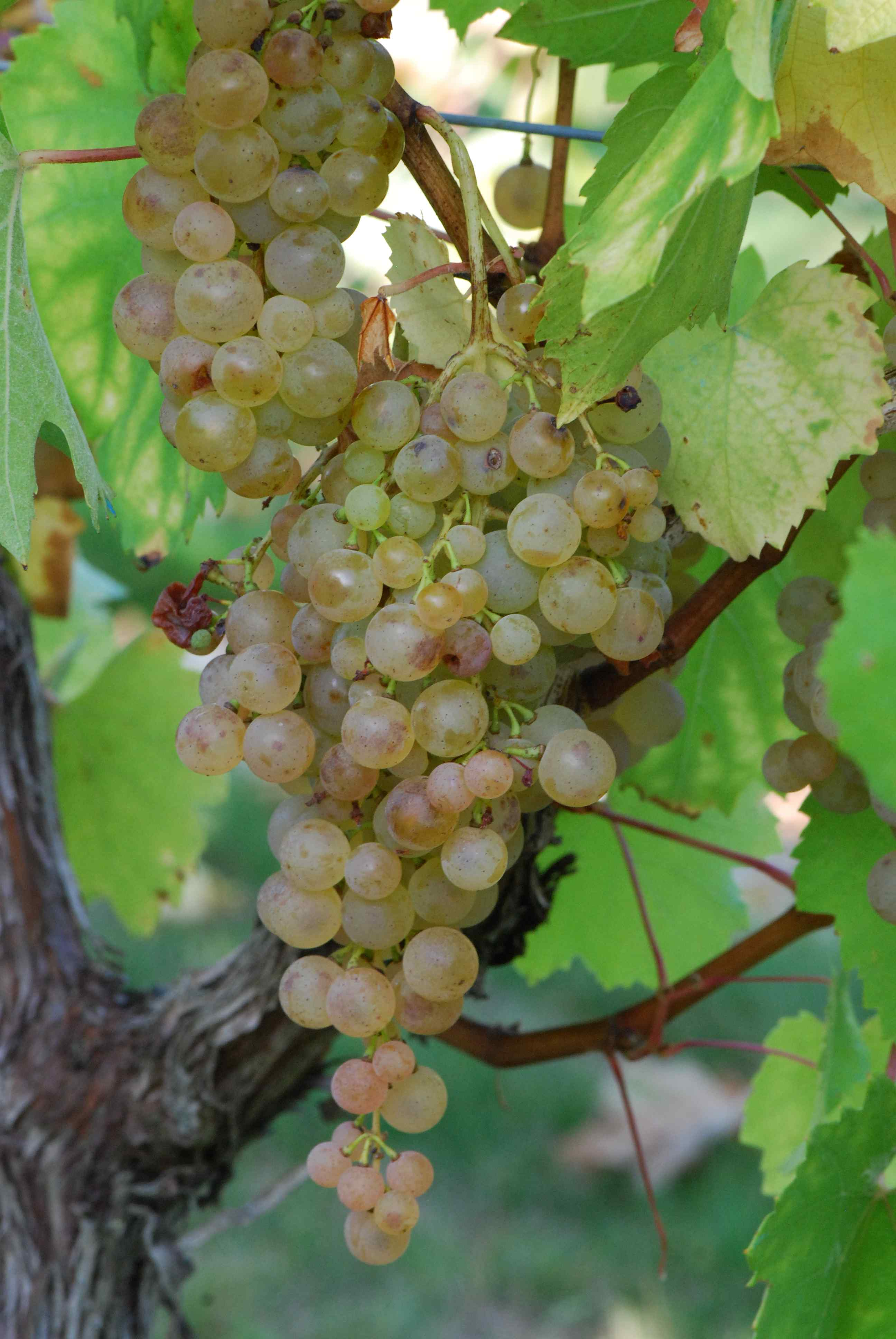
La uva gouais blanc, una de las variedades parientes de la chardonnay.

Durante mucho tiempo se asumió una conexión entre la chardonnay y la pinot noir o la pinot blanc. En añadidura, se ha encontrado en la misma región de Francia durante siglos y los ampelógrafos notaron que las hojas de cada planta tenían una forma y una estructura casi idénticas. Pierre Galet no estaba de acuerdo con esta afirmación, creyendo que la chardonnay no estaba relacionada con otra variedad de uva mayor. Los viticultores Maynard Amerine y Harold Olmo propusieron una descendencia de una vid vitis vinífera salvaje que estaba apartada un paso del moscatel blanco. El verdadero origen de la chardonnay fue más oscurecido por propietarios de viñedos del Líbano y Siria, que decían que el ancestro de la uva podría ser trazado desde Oriente Medio, desde donde fue introducido a Europa por los cruzados que regresaban, aunque hay poca evidencia externa que apoye esta teoría. Otra teoría estableció que es originaria de una antigua vid indígena que se encuentra en Chipre.
La investigación moderna de la huella de ADN en la Universidad de California en Davis sugiere ahora que la chardonnay es el resultado de un cruce entre las variedades pinot noir y gouais blanc (heunisch). Se cree que los romanos trajeron la gouais blanc de Croacia y que fue ampliamente cultivada por los campesinos en el este de Francia. La pinot de la aristocracia francesa crecía en gran proximidad a la gouais blanc, dando a ambas uvas amplia oportunidad para cruzarse. Desde dos padres genéticamente distantes, muchos de los cruces mostraron vigor híbrido y fueron elegidos para una amplia propagación. Estos cruces exitosos incluyen la chardonnay y uvas hermanas como aligoté, aubin vert, auxerrois, bachet noir, beaunoir, franc noir de la-Haute-Saone, gamay blanc gloriod, gamay noir, melón, knipperlé, peurion, roublot, sacy y dameron.

### Clones, cruces y mutaciones

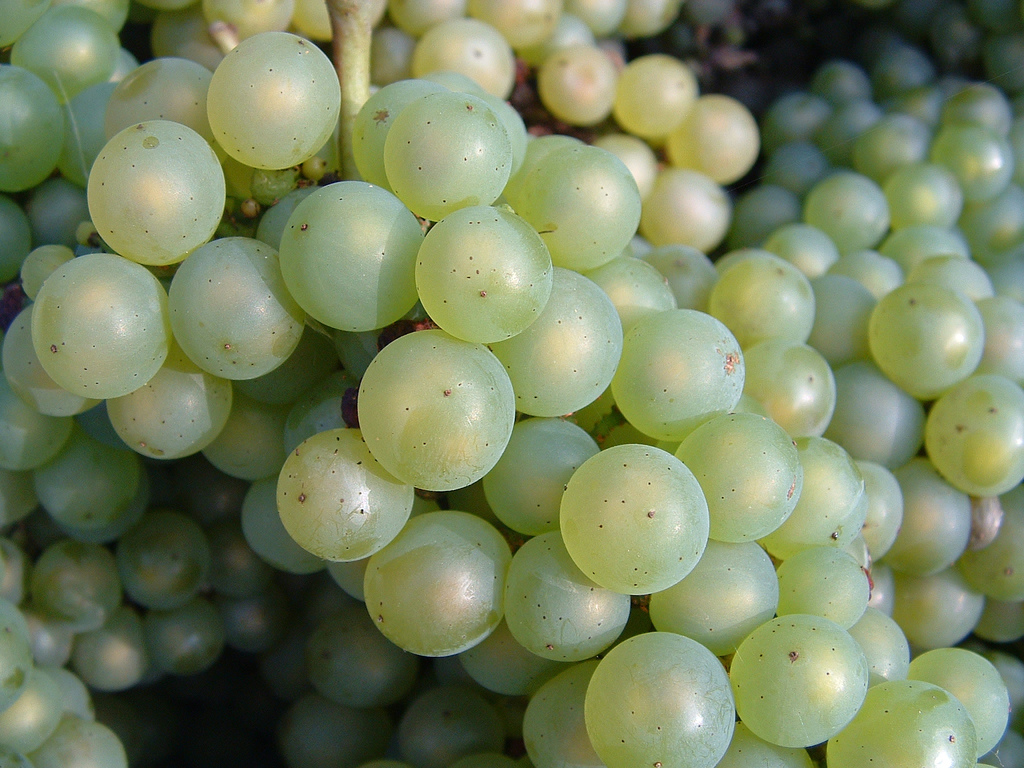
Uvas de chardonnay después de la cosecha.

En 2006 podían encontrarse 34 variedades clónicas de chardonnay en viñedos a través de Francia, muchas de las cuales fueron desarrolladas por la Universidad de Borgoña en Dijon. Los también llamados clones de Dijon son criados por sus atributos adaptativos, con propietarios de viñedos plantando la variedad clónica mejor adaptada a su tierra y que produce el tipo de características que ellos están buscando en el vino. Los ejemplares incluyen los clones menos flexibles Dijon-76, 95 y 96 que producen racimos de sabor más concentrado. Los Dijon 77 y 809 producen vinos más aromáticos con un perfume a uva, mientras que los Dijon 75, 78, 121, 124, 125 y 277 son clones más vigorosos y más flexibles. Las variedades Nuevo Mundo incluyen los clones Mendoza, que producen algunos de los más tempranos chardonnays de California. El clon Mendoza es propenso a desarrollar millerandage, también conocido como hens and chicks, donde las bayas se desarrollan desigualmente. En lugares como Oregón, el uso de nuevos clones Dijon ha producido algunos éxitos en esas regiones del valle del Willamette con climas similares a los de Borgoña.
La chardonnay ha servido como pariente de algunas uvas híbridas francesas-estadounidenses, así como para cruces con otras variedades de vitis vinífera. Entre estos ejemplares está el híbrido chardonel, que fue un cruce entre chardonnay y seyval blanc producido en 1953 en la Estación Experimental de Agricultura del Estado de Nueva York. Las mutaciones de la uva chardonnay incluyen la rara baya rosa chardonnay rose; también chardonnay blanc musqué, que produce un vino intensamente aromático. La chardonnay blanc musqué es encontrada mayoritariamente en el entorno de la villa Maconnais de Clessé y algunas veces es confundida con el clon Dijon-166 plantado en Sudáfrica, con rendimientos de aromas como la uva moscatel.
En los años 1930 la chardonnay fue cruzada con una uva seibel para crear la uva híbrida ravat blanc.

## Viticultura
La chardonnay tiene una gran reputación por su relativamente fácil cultivo y su habilidad para adaptarse a diferentes condiciones. La uva es maleable, y los vinos producidos muestran características diferentes según el terruño y el método de vinificación. Es un vino altamente vigoroso, con una extensa cobertura de hoja que puede inhibir la energía y nutrientes consumidos por su racimo de uvas. Los agrónomos contrarrestan esto con la poda extensiva y el manejo de la canopia. Cuando las vides de chardonnay son plantadas densamente, son forzadas a competir por los recursos y embuyen energía en su racimo de uvas. En algunas condiciones las vides pueden tener muy alto rendimiento, pero el vino producido de esas vides sufrirá una caída de calidad si el rendimiento va mucho más allá de las 4,5 toneladas por acre (80 hl/ha). Los productores del chardonnay prémium limitan el rendimiento a menos de la mitad de esta cantidad, ya que los sabores concentrados no son tan importantes como la finura del vino.
El tiempo de cosecha es crucial para hacer el vino, con una uva perdiendo rápidamente acidez desde que madura. Algunos peligros de la viticultura incluyen el riesgo de daño por la helada de primavera, siendo el chardonnay un vino temprano, normalmente una semana después del pinot noir. Para combatir el riesgo de helada, un método desarrollado en Borgoña implica una agresiva poda justo antes de la brotación. Esto produce un shock a la vid y retrasa la brotación unas dos semanas, que es habitualmente lo suficiente como para que venga un tiempo más cálido. El millerandage y el coulure pueden también plantear problemas, junto con el oídio atacando la fina piel de las uvas. Por la temprana madurez de la chardonnay, puede prosperar en regiones vitícolas con una corta estación de crecimiento, en regiones como Borgoña, será cosechada antes de que lleguen lluvias de otoño que traen la amenaza de la podredumbre.
Mientras que la chardonnay se puede adaptar a casi todos los suelos de viñedos, los tres que parecen gustarle más son los de tiza, caliza y arcilla, que son abundantes a través de la tradicional tierra natal de la chardonnay. La Grand crus de Chablis se planta en laderas de marga kimeridgiana, arcilla y tiza. Las regiones periféricas, cayendo bajo el más básico apelativo de Petit Chablis, son plantadas en arcilla portlandia que produce vinos con menos finura. Los lechos de tiza se encuentra a través de la región de Champaña, y la Côte d'Or tiene algunas áreas compuestas de arcilla y caliza. En Borgoña, la abundancia de arcilla a la que las vides de chardonnay están expuestas también parece tener algún efecto en el vino resultante. En la región de Meursault, el primer viñedo cru plantado en Meursault-Charmes tiene el suelo tiene en su capa superficial casi 2 metros de caliza y el vino de esa región es mucho más poderoso, mineralizado y fino, necesitando más tiempo en la botella para desarrollarse por completo. En otras áreas, el tipo de suelo puede compensar la falta de las condiciones de un clima ideal. En Sudáfrica, por ejemplo, regiones con suelo pedregoso y arcilloso y altos niveles de caliza tienden a producir un vino menos flexible y más al estilo de Borgoña, a pesar de tener un clima claramente diferente al de Francia. En contraste, el vino de chardonnay producido de viñedos más basados en la arenisca tiende a ser más enriquecido y más pesado.

### Confusión con pinot blanc
Debido a algunas similitudes ampelográficas, pinot blanc y chardonnay han sido confundidas a menudo entre sí e incluso hoy comparten muchos de los mismos sinónimos. Las uvas, hojas y racimos parecen idénticas a primera vista, pero hay algunas diferencias subyacentes. En una inspección cercana, la vid mostrará pequeñas diferencias en la textura y longitud de los pelos de los brotes de la vid, y las venas de la hoja de chardonnay son desnudadas cerca de su seno peciolar —el área abierta donde la hoja se conecta al tallo está delineada por venas en el filo—. La cabernet sauvignon es una de los las pocas vides de vitis vinífera que comparten esta característica. Esta confusión entre pinot blanc y chardonnay ha sido muy frecuente en el norte de Italia, donde las dos vides crecen mezcladas en los viñedos y son mezcladas al hacerse el vino. No fue hasta 1978 cuando el gobierno de Italia dispuso investigadores para tratar de distinguir las dos vides. Una situación similar ha ocurrido en Francia, con las dos vides siendo confundidas hasta mediados del siglo XIX, cuando los ampelógrafos empezaron a ir a través de los viñedos de Chablis y Borgoña, identificando el verdadero chardonnay y quitando la pinot blanc.

## Francia
En Francia, la chardonnay es la segunda uva blanca más ampliamente plantada justo detrás de la ugni blanc y delante de la sémillon y la sauvignon blanc. La uva es la primera rosa en importancia en Chablis y Borgoña. En la región de Champaña, es más a menudo mezclada con pinot noir y pinot meunier pero también es usada para producir sola varias variedades de vinos blancos espumosos. La chardonnay puede encontrarse en los vinos  Appellation d'Origine Contrôlée (AOC) del Valle del Loira y la región vitícola del Jura así como los vinos vin de pays de Languedoc.

### Borgoña
La chardonnay es una de las uvas dominantes en Borgoña superando en número a la pinot noir en un ratio de 3 a 1. En añadidura a Chablis, se encuentra en la Côte d'Or (ampliamente en la Côte de Beaune) así como en la Côte Chalonnaise y Mâconnais. Crece en 8 viñedos Grand cru; los "Montrachets"-Montrachet, Criots-Bâtard-Montrachet, Bâtard-Montrachet, Chevalier-Montrachet, Bienvenues-Bâtard-Montrachet así como Charlemagne, Corton-Charlemagne y Le Musigny. Los vinos de chardonnay de Borgoña son los más caros y ese terruño está considerado el terruño estándar o de referencia de la chardonnay. Los de Montrachets se destacan por sus altos niveles de alcohol, a menudo por encima del 13 %, así como una profunda concentración de sabores. Los viñedos en el entorno de Chassagne-Montrachet tienden a tener un característico aroma a avellana mientras que los de Puligny-Montrachet tienen un sabor más metálico. Tanto los ejemplares de grand cru y de premier cru de Corton-Charlemagne son conocidos por mostrar una nota a mazapán mientras que los vinos de Meursault tienden a ser los ejemplares más mantecosos.
Al sur de la Côte d'Or están las regiones vitícolas de Côte Chalonnaise y Mâconnais. Las villas de Mercurey, Montagny-les-Buxy y Rully son las mayores productoras de chardonnay en Côte Chalonnaise, con los mejores ejemplares rivalizando con los de la Côte de Beaune. En la región de Mâconnais, la producción de vino blanco está centrada alrededor de la ciudad de Mâcon y la región de Puilly-Fuissé. Los vinos de cuerpo completo de Pouilly-Fuissé tienen un buen estatus con precios que pueden rivalizar con los vinos blancos borgoñanos Grand cru. Más al sur, en la región de Baujolais, la chardonnay ha empezado a reemplazar a la aligoté como la principal uva para el vino blanco e incluso está reemplazado a la gamay en algunas áreas en torno a Saint-Véran. Con la excepción de Pouilly-Fuissé, los vinos de Maconnais son los ejemplares de vino chardonnay de Borgoña más parecidos a los del Nuevo Mundo, aunque no son idéntico. Normalmente los vinos de macom blanc, el básico de Borgoña, el beaujolais blanc y el de Saint-Veran suelen ser consumidos 2 o 3 años después de su realización. En cualquier caso, muchos de los ejemplares bien realizados de vino blanco de Borgoña y de la Côte d'Or necesitan al menos tres años en la botella para desarrollarse lo suficiente como para expresar los aromas y las características del vino. Avellana, licorizado y picante son algunos de los sabores que pueden desarrollar estos vinos añejos.

### Chablis
La chardonnay es la única variedad de uva permitida en la AOC de la región de Chablis, con vinos mundialmente reconocidos y que han dado al nombre de Chablis la connotación semi-genérica para referirse a cualquier vino blanco seco, incluso para aquellos que no están hechos de chardonnay. El nombre "Chablis" está protegido en la Unión Europea para el vino vendido en la UE, y se refiere solo al vino chardonnay producido en esta región del departamento de Yonne. La región se sitúa en los márgenes externos de la cuenca parisina. En el otro lado de la cuenca, cruzando el Canal de la Mancha, está la villa inglesa de Kimmeridge, que da su nombre al suelo kimmeridgiano que se encuentra también en Chablis. Los franceses describen su suelo como argilo-calcario y es una composición de arcilla, caliza y cáscaras de moluscos fosilizadas. Los ejemplares más caros de chardonnay de Chablis vienen de los siete viñedos Grand Cru que ocupan unas 100 hectáreas en el lado suroeste de una pendiente a lo largo del río Sena, cerca de la ciudad de Chablis (Blanchots, Bougros, Les Clos, Grenouilles, Preuses, Valmur y Vaudésir). Los vinos de este crus capturan a menudo la goût de pierre à fusil o "calidad pedernal", que es la característica del vino Chablis.
Se cree que la chardonnay fue la primera variedad plantada en Chablis por los cistercienses en la abadía de Pontigny en siglo XII. Hoy, el vino de chardonnay hecho en la región de Chablis es una de las expresiones más puras de la variedad de carácter de la uva debido al estilo simplista de hacer el vino favorecido en esta región. Los fabricantes de vino de Chablis quieren enfatizar en el terruño calcáreo y el clima más frío que ayuda a mantener la acidez alta. Los vinos raramente van hacia la fermentación maloláctica o son expuestos al roble (aunque su uso está aumentando). La acidez, similar a la de la manzana verde, es una marca de Chablis que puede ser apreciable en el racimo. La acidez puede hacerse melosa con la edad y los vinos de Chablis son algunos de los ejemplares más longevos de vino de chardonnay. Algunos ejemplares de Chablis pueden tener un sabor terroso a piedra mojada que puede volverlo mustio del mismo modo que sus edades antes de volverse meloso le pueden dar notas a miel. El uso de roble es controvertido en la comunidad de Chablis con algunos fabricantes de vino desentendiéndolo del estilo de Chablis o del terruño mientras que otros abrazan su uso aunque no en la extensión que puede caracterizar al chardonnay del Nuevo Mundo. Los fabricantes de vino que usan el roble tienden a favorecer un roble más neutral que no da el tono a vainilla característico del roble americano. La cantidad de char en el barril es a menudo muy ligera lo que limita la cantidad de tostado que es percibida en el vino. Esto puede tener el efecto de suavizar el vino y hacerlo generalmente austero y con una acidez del vino de Chablis más aproximable a los vinos jóvenes.

### Champaña
En la región de Champaña (en francés Champagne) la chardonnay es una de las tres principales uvas plantadas. Se encuentra comúnmente en los departamentos de Aube y Marne, que, combinados con Chablis, representan más de la mitad de todas las plantaciones de chardonnay de Francia durante el siglo XX. En la Côte des Blancs (pendiente blanca) la chardonnay crece en un suelo con tiza. La chardonnay crece en los tres principales pueblos alrededor de la Côte, que empatiza con ciertas características que buscan los productores de champán dependiendo de las características del estilo de su casa. En el pueblo de Avize crecen uvas que producen vinos más ligeros, la cramant hace vinos más aromáticos y la mesnil produce vinos con más acidez. La Côte des Blancs es el único distrito de la región de Champaña que está predominantemente plantado con chardonnay. En los otros cuatro principales distritos (Côte de Sézanne, Montagne de Reims y Vallée de la Marne) la chardonnay va a la zaga de la pinot noir en las plantaciones. En la región periférica de Aisne, solo la pinot meunier tiene una presencia significativa. A pesar de ser menos plantada, el estilo blanc de blancs de champán (hecho solo de uvas chardonnay) es producido más comúnmente que el blan de noirs. Esto es en parte porque la pinot noir y la pinot meunier producen vinos muy gruesos y pesados que carecen de la finura y el equilibrio que la chardonnay aporta a la mezcla. El vino no espumoso de chardonnay se produce bajo la AOC Coteaux Champenois. El vino es mucho más ácido que el de Chablis y normalmente se hace con hueso seco.
A pesar de recibir la misma cantidad de luz que la región de Chablis, las uvas de chardonnay en Champaña rara vez llegan a la maduración completa. Esto se debe a que la temperatura media de la región está en torno a los 11 °C, apenas por encima de la temperatura mínima necesaria para hacer madurar las uvas. Por lo tanto las uvas chardonnay no desarrollan plenamente sus aromas frutales y la versión fija de champán puede degustarse como muy poco chardonnay a causa de esto. Sin embargo, hace disminuir los esfuerzos por la necesidad de mantener bajos los rendimientos que hacen otras regiones, ya que el sabor frutal de la uva no se va a desarrollar de todos modos. Algunos sabores que pueden surgir, sobre todo a partir del tiempo prolongado sobre sus lías, son a crema y a nuez con algunas notas florales.

## España
La lista de denominaciones de origen españolas que admiten chardonnay es enorme. Para favorecer una mejor comercialización internacional del vino algunas regiones españolas comenzaron a plantar chardonnay y cabernet, pero tuvieron el efecto contrario, ya que lo que busca el cliente es un vino con personalidad propia.
Cataluña, en particular Penedés, y Navarra fueron las regiones donde más tirón tuvieron estas cepas. En 2002 en el Penedés había 1000 ha de chardonnay y 1200 ha de cabernet.
El espaldarazo a las castas internacionales de uva en España llegó sobre todo a partir de 1979. La revista francesa Gault-Millau organizó una especie de "Olimpiadas del Vino". Un vino español, el Gran Coronas Etiqueta Negra (ahora llamado Mas La Plana), de una añada de 1970 con un alto porcentaje de cavernet sauvignon, con algo de tempranillo y criado en roble americano logró imponerse a vinos franceses de gran calidad, como a un Château Latour.
Las plantaciones en Navarra, con datos de 2002, alcanzan las 300 hectáreas de chardonnay y hasta las 1300 de cabernet siendo en Somontano 180 y 150 respectivamente.
En Castilla-La Mancha las cifras suelen ser más grandes cuando se habla de tipos de uva. Con solo un 1,2 % del viñedo, la chardonnay ocupa 2300 hectáreas, lo que es más de doble que en la Côte d'Or de Borgoña, donde ocupa unas 1000.
De los vinos blancos espumosos hispanos el más popular es el cava. Los dos gigantes de este producto son Freixenet y Codorníu, ambas con sede en San Sadurní de Noya, en el Penedés. Codorníu ha apostado fuertemente por el uso de chardonnay aunque Freixenet rechaza su uso. Algunas gamas de Codorníu tienen un porcentaje elevado de chardonnay y otras tienen un 100 %.
La uva chardonnay se usa en algunas marcas para la elaboración del cava, pero tampoco son mayoría y las que suelen usarlo optan por introducirlo solamente en una gama concreta o en un porcentaje pequeño. Por ejemplo, Can Feixes, también del Penedés, usa un 14 % de chardonnay en sus gamas y Julia & Navines, en la misma región, tiene tres gamas de cava y una es 100 % chardonnay. Bodegas Escudero, en La Rioja, produce dos gamas de cava con viura pero una tercera con 100 % de chardonnay.

## Italia
La chardonnay tiene una larga historia en Italia, pero durante una gran parte de ella la uva fue comúnmente confundida con la pinot blanc, a menudo con variedades plantadas en el mismo viñedo y mezcladas. Esto pasó a pesar del hecho de que las uvas chardonnay se vuelven de un color más amarillo dorado cerca del tiempo de la cosecha y pueden ser visualmente distinguidas del pinot blanc. En la región de Trentino-Alto Adigio/Südtirol esta confusión apareció en los sinónimos para cada uva con el pinot blanc siendo conocido como weissburgunder (blanca Borgoña) y el chardonnay era conocido como gelber weissburgunder (blanca Borgoña dorada). Pero a finales del siglo XX, fueron dedicados esfuerzos más intensos para identificar la chardonnay y hacer versiones del vino de una variedad más pura. En 1984, fue concedida Denominazione di Origine Controllata (DOC) en la provincia del Sur de Tirol. Por el año 2000, era en Italia la cuarta uva de vino más ampliamente plantada.
Aunque se producen muchas variedades de vino chardonnay, y el número va en aumento, durante buena parte de la historia vitícola italiana la chardonnay fue una uva de mezcla. Además de con la pinot bianco, la Chardonnay puede encontrarse mezclada con albana, catarratto, cortese, erbaluce, favorita, garganega, grecanico, incrocio manzoni, nuragus, procanico, ribolla gialla, verdeca, vermentino y con viognier. Se mezcla en un vino blanco seco del estilo zinfandel, que se hace con el jugo blanco de la uva tinta nebbiolo antes de que se tiña por el contacto con la piel. Muchas de las plantaciones de chardonnay están en las regiones vitícolas del norte, aunque se puede encontrar plantaciones a través de Italia en lugares tan lejanos como Sicilia y Ampulia. En el Piamonte y la Toscana la uva está siendo plantada en lugares que son menos favorables a la dolcetto y a la sangiovese respectivamente. En Lombardía la uva es a menudo usada como espumante y en el Véneto es a menudo mezclada con gargagena para dar más peso y estructura al vino. La chardonnay también se encuentra en el valle de Aosta, DOC, y en Fruili-Venecia Guila.